# Gynanisa ndebesiensis
Gynanisa ndebesiensis är en fjärilsart som beskrevs av Stoneham 1962. Gynanisa ndebesiensis ingår i släktet Gynanisa och familjen påfågelsspinnare. Inga underarter finns listade i Catalogue of Life.